# 작업 적재 레지스터
LTR x86 명령어는 load task register 즉 작업 적재 레지스터를 의미하며 멀티태스킹을 지원하는 운영 체제에서 사용된다. LTR은 보호 모드와 롱 모드에서만 지원되며 리얼 모드나 가상 86모드에서는 지원되지 않는다. 이것은 반드시 CPL이 0일 때 실행되어야 하며 그래서 애플리케이션 프로그램에서 사용될 수 없다. LTR은 작업 상태 세그먼트(TSS)를 가리키는 세그먼트 셀렉터와 함께 특별한 x86 작업 레지스터를 로드한다. LTR 명령어를 실행시킨 후 인자에 의해 가리켜지는 TSS는 busy로 설정되지만 하드웨어 작업 전환은 발생하지 않는다.
LTR 명령어의 반대는 STR 명령어로서 작업 레지스터의 값을 특정한 위치에 복사한다. x86 작업 레지스터가 오직 LTR과 STR 명령어를 통해 직접 접근할 수 있다는 것에 주의한다.